# Calliphora atripalpis
Calliphora atripalpis este o specie de muște din genul Calliphora, familia Calliphoridae, descrisă de Malloch în anul 1935. Conform Catalogue of Life specia Calliphora atripalpis nu are subspecii cunoscute.